# Elecciones presidenciales de Bulgaria de 1996
Las elecciones presidenciales de Bulgaria de 1996 se llevaron a cabo el 27 de octubre del mismo año, con una segunda vuelta celebrada el 3 de noviembre de 2001. Ningún candidato obtuvo la mayoría absoluta en primera ronda, por lo que se efectuó el balotaje entre las dos primeras mayorías relativas, logrando el oficialista Petar Stoyanov quien logró imponerse a la opción de su contendor Ivan Marazov del Partido Socialista Búlgaro.

## Sistema de gobierno

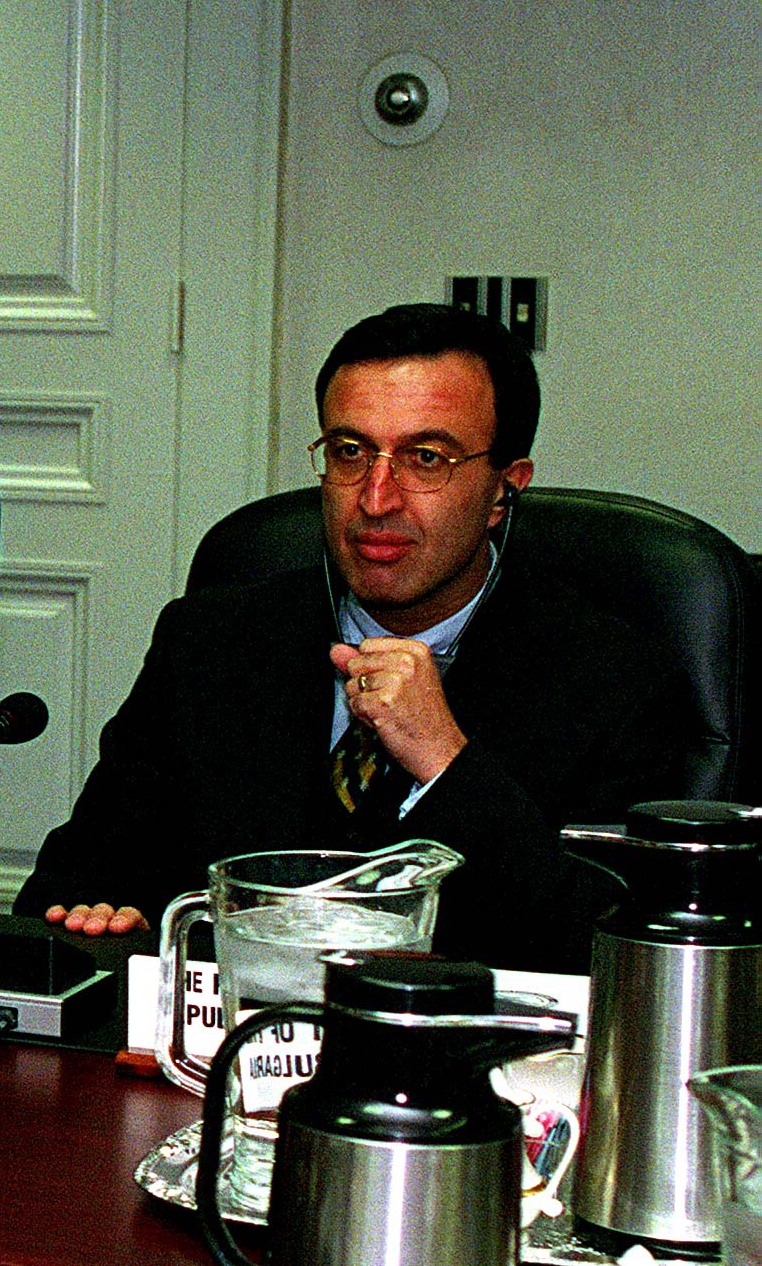
Petar Stoyanov, Presidente de Bulgaria electo en 1996.

El Presidente sirve como el jefe de Estado y comandante en jefe de las fuerzas armadas. Si bien no tiene el poder para crear una ley que no sea una enmienda constitucional, el presidente puede devolver un proyecto de ley a la Asamblea Federal para que continúe su debate, siempre y cuando el proyecto de ley no haya sido aprobado por la mayoría absoluta de los legisladores.

## Candidaturas
Los dos candidatos competitivos fueron el oficialista Petar Stoyanov, apoyado por el presidente Zhelyu Zhelev, de su misma colectividad, contra el candidato del Partido Socialista Búlgaro, Ivan Marazov. Ambos fueron quienes pasaron a la segunda vuelta electoral.
Los candidatos que no pudieron llegar al balotaje fueron 11, donde destacó la participación del Bloque Económico Búlgaro, el Partido Comunista Búlgaro y el Movimiento para la Protección de los Jubilados, Cesantes y la Gente Pobre.

## Resultados electorales
Durante la campaña electoral, las encuestas marcaban una tendencia estrecha entre los dos candidatos con mayores opciones de triunfo. Sin embargo, como se aprecia en el mapa de Bulgaria, Petar Stoyanov logró imponerse en la mayoría de las regiones. Su competidor, el socialista Ivan Marazov solo obtuvo más votos en cuatro regiones del país: Vidin, Montana, Vratsa y Yambol.

### Primera vuelta
|  | 44,1 % |

|  | 27,0 % |

|  | 21,9 % |

|  | 3,2 % |

|  | 1,3 % |

|  | 0,8 % |

|  | 0,5 % |

|  | 0,3 % |

|  | 0,3 % |

|  | 0,2 % |

|  | 0,1 % |

|  | 0,1 % |

|  | 0,1 % |

|  | 99,33 % |

|  | 0,67 % |

|  | 63,28 % |

### Segunda vuelta
|  | 59,7 % |

|  | 40,3 % |

|  | 99,76 % |

|  | 0,24 % |

|  | 61.79 % |